# Zygostates pellucida
Zygostates pellucida é uma espécie de planta do gênero Zygostates e da família Orchidaceae. Zygostates pellucida pode
ser reconhecida através da forma das pétalas distintamente
glandular-tricomatosas, curvadas para frente e fortemente convexas, pelo labelo
panduriforme, e pela coluna geniculada e bruscamente curvada para a frente.

## Taxonomia
A espécie foi descrita em 1863 por Heinrich Gustav Reichenbach.
Os seguintes sinônimos já foram catalogados:  
- Dipteranthus pseudobulbiferus  (Barb.Rodr.) Barb.Rodr.
- Ornithocephalus pseudobulbiferus  Barb.Rodr.
- Dipteranthus pellucidus  (Rchb.f.) Cogn.

## Forma de vida
É uma espécie epífita e herbácea.

## Descrição
falciformes, ápice obtuso, margens inteiras. Pétalas verdes, espatuladas, densamente
glandular-tricomatosas na face adaxial, ápice agudo ou obtuso, margens
inteiras. Possui labelo verde, bilobado na base,
panduriforme, ápice agudo, margens levemente irregulares; disco com
calosidade verde, oblonga, côncava, glandular-tricomatosa, com ápice truncado e
reflexo. Coluna geniculada, bruscamente curvada para frente, provida na base por
dois apêndices laterais eretos, espatulados, verdes; cavidade estigmática
| Raiz            | Raiz         |
| --------------- | ------------ |
| superfície      | pilosa       |
| Caule           |              |
| pseudobulbo     | presente     |
| rizoma          | inconspícuo  |
| Folha           |              |
| forma           | elíptica     |
| pecíolo         | presente     |
| Inflorescência  |              |
| raque           | papilosa     |
| Flor            |              |
| pétala cor      | verde        |
| pétala forma    | espatulada   |
| pétala margem   | inteira      |
| sépala cor      | branca       |
| sépala margem   | inteira      |
| labelo forma    | panduriforme |
| labelo margem   | irregular    |
| labelo calo     | presente     |
| coluna apêndice | presente     |

## Conservação
A espécie faz parte da Lista Vermelha das espécies ameaçadas do estado do Espírito Santo, no sudeste do Brasil. A lista foi publicada em 13 de junho de 2005 por intermédio do decreto estadual nº 1.499-R.

## Distribuição
A espécie é encontrada nos estados brasileiros de Espírito Santo, Paraná, Rio de Janeiro, Rio Grande do Sul, Santa Catarina e São Paulo.
A espécie é encontrada no domínio fitogeográfico de Mata Atlântica, em regiões com vegetação de floresta ombrófila pluvial.